# 仲三好屋
仲三好屋 （なかみよしや）は、千葉県船橋市薬円台にあった商家である。船橋市薬円台4丁目3。

## 概要
江戸時代から成田街道で営業している商家で、成田参詣が盛んな時には茶店と旅館を営んでいた。明治から陸軍に食料品等を納入・大正から将校下宿を行っており、バロン西も下宿していた。また、大正時代に騎兵学校が移転してきた際には、同校内に桜並木を寄付しており、その事を伝える桜並木寄付記念碑という記念碑が習志野駐屯地内に残されている。街道の裏側には、現在でも能舞台が存在する。その舞台では、かつて休日などには演舞が行われたという。
船橋市の歴史を物語る数少ない貴重な歴史・文化資産であったが、2016年に解体された。